# Tarnówka (Złotów)
Pour les articles homonymes, voir Tarnówka.
Tarnówka (prononciation : [tarˈnufka], en allemand : Tarnowke) est un village de Pologne, située dans la voïvodie de Grande-Pologne. Elle est le chef-lieu de la gmina de Tarnówka, dans le powiat de Złotów.
Il se situe à 13 kilomètres à l'ouest de Złotów (siège du powiat) et à 105 kilomètres au nord de Poznań (capitale régionale).
Le village possède une population de 1300 habitants.

## Voies de communications
Aucune route principale ne passe par le village.
La route nationale n°11 (qui relie Katowice à Kołobrzeg) passe quatre kilomètres à l'ouest du village.